# NGC 5884
NGC 5884 est constitué de deux étoiles située dans la constellation du Bouvier. L'astronome britannique J. Gerhard Lohse a enregistré la position de cette étoile le 1886.